# Leucania subplacida
Leucania subplacida là một loài bướm đêm trong họ Noctuidae.